# Carol Reed
Pour les articles homonymes, voir Reed.
Carol Reed, né à Putney (Londres) le 30 décembre 1906 et mort à Chelsea (Londres) le 25 avril 1976, est un réalisateur, producteur et scénariste britannique.

## Biographie
Fils illégitime de l'acteur et directeur de théâtre Herbert Beerbohm Tree, et de sa maîtresse May Pinney Reed, Carol Reed est né à Putney, Londres, et fréquenta la King's School de Canterbury.
Carol Reed servit dans l'armée britannique durant la Seconde Guerre mondiale, expérience dont il eut plusieurs occasions de se servir dans les films qu'il tournera par la suite.
Il entama au théâtre une carrière d'acteur alors qu'il était encore adolescent et il ne fallut guère de temps avant qu'il ne devienne producteur réalisateur, avec à son actif des films comme Sous le regard des étoiles (The Stars Look Down, 1939), Kipps (1941), Huit Heures de sursis (Odd Man Out, 1947), Le Banni des îles (Outcast of the Islands, 1952) et L'Extase et l'Agonie (The Agony and the Ecstasy, 1965). C'est surtout pour les adaptations cinématographiques des romans de Graham Greene écrites en collaboration avec ce dernier que Reed a acquis sa réputation : Première Désillusion (The Fallen Idol, 1948), le classique Troisième Homme (The Third Man, 1949) qui reçoit le Grand Prix du Festival international du Film à Cannes et Notre agent à La Havane (Our Man in Havana, 1959) ; pour les deux premiers, Reed est en outre nommé pour l'Oscar du meilleur réalisateur, distinction qu'il ne reçoit pas ces fois-là.
En 1953, il devient le premier metteur en scène de cinéma britannique à être anobli pour son œuvre.
Un des derniers films qu'il réalise est Oliver ! (1968), l'adaptation de la comédie musicale éponyme, elle-même tirée d'Oliver Twist, le roman de Charles Dickens. Le film vaut à Reed tous les honneurs, car il remporte pas moins de cinq Oscars dont, enfin, celui du meilleur réalisateur.
Son dernier film, Sentimentalement vôtre (Follow Me!), réalisé en 1972, est l'adaptation d'une courte pièce de Peter Shaffer dont l'action se déroule uniquement à Londres.
Carol Reed est mort d'un infarctus du myocarde le 25 avril 1976 à son domicile au 213, King's Road à Chelsea, Londres.

## Vie privée
De 1943 à 1947, Carol Reed est l'époux de l'actrice britannique Diana Wynyard. Après leur divorce, il épouse, en 1948, l'actrice Penelope Dudley-Ward, dite Pempie, fille aînée de Freda Dudley Ward, qui a été la célèbre maîtresse du prince de Galles, le futur roi Édouard VIII d'Angleterre, puis duc de Windsor. Carol Reed et Penelope Dudley-Ward ont eu un fils, Max.
L'acteur Oliver Reed est le neveu de Carol Reed. La belle-fille de Carol Reed, la fille de Penelope Dudley-Ward, Tracy Reed, a quant à elle joué dans bon nombre de films : elle est notamment la seule femme de la distribution de Docteur Folamour (Dr. Strangelove or : How I Learned to Stop Worrying and Love the Bomb) de Stanley Kubrick.

## Filmographie

### Comme réalisateur
- 1935 : Mannequin de Paris (It Happened in Paris) coréalisé avec Robert Wyler
- 1935 : Midshipman Easy
- 1936 : Laburnum Grove
- 1937 : L'Homme aux cent voix (Talk of the Devil)
- 1937 : Who's Your Lady Friend?
- 1938 : Penny Paradise
- 1938 : Week-end (Bank Holiday)
- 1938 : La Grande Escalade (Climbing High)
- 1939 : A Girl Must Live
- 1940 : Sous le regard des étoiles (The Stars Look Down)
- 1940 : Girl in the News
- 1940 : Train de nuit pour Munich (Night Train to Munich)
- 1941 : Kipps
- 1941 : A Letter from Home
- 1942 : The Young Mr. Pitt
- 1943 : The New Lot
- 1944 : L'Héroïque Parade (The Way Ahead)
- 1945 : La Vraie Gloire (The True Glory)
- 1947 : Huit Heures de sursis (Odd Man Out)
- 1948 : Première Désillusion (The Fallen Idol) d'après Graham Greene
- 1949 : Le Troisième Homme (The Third Man) d'après Greene
- 1951 : Le Banni des îles (Outcast of the Islands)
- 1953 : L'Homme de Berlin (The Man Between)
- 1955 : L'Enfant et la Licorne (A Kid for Two Farthings)
- 1956 : Trapèze (Trapeze)
- 1958 : La Clef (The Key)
- 1959 : Notre agent à La Havane (Our Man in Havana) d'après Greene
- 1962 : Les Révoltés du Bounty (Mutiny on the Bounty). Carol Reed, qui a participé à la réalisation, n'est pas crédité au générique.
- 1963 : Le Deuxième Homme (The Running Man)
- 1965 : L'Extase et l'Agonie (The Agony and the Ecstasy)
- 1968 : Oliver !
- 1970 : L'Indien (Flap)
- 1972 : Sentimentalement vôtre (Follow Me!)

### Comme producteur
- 1947 : Huit Heures de sursis (Odd Man Out)
- 1948 : Première Désillusion (The Fallen Idol)
- 1949 : Le Troisième homme (The Third Man)
- 1952 : Le Banni des îles (Outcast of the Islands)
- 1953 : L'Homme de Berlin (The Man Between)
- 1955 : L'Enfant et la Licorne (A Kid for Two Farthings)
- 1959 : Notre agent à La Havane (Our Man in Havana)
- 1963 : Le Deuxième Homme (The Running Man)
- 1965 : L'Extase et l'Agonie (The Agony and the Ecstasy)

### Comme scénariste
- 1937 : L'Homme aux cent voix (Talk of the Devil)
- 1949 : Le Troisième Homme (The Third Man)